# William Zabka
Pour les articles homonymes, voir Zabka.
William Zabka, né le 20 octobre 1965 à New York, dans l'État de New York, aux États-Unis, est un acteur, écrivain, scénariste, réalisateur et producteur américain.

## Biographie
Il est surtout connu pour son rôle de Johnny Lawrence, l'ennemi de Daniel LaRusso, dans le film Karaté Kid (1984), rôle qu'il reprend au début de Karaté Kid : Le Moment de vérité 2 (1986), et à partir de 2018 dans la série Cobra Kai, qui se déroule 34 ans après les événements du premier film. Contrairement à son personnage, Zabka n'est pas un pratiquant de karaté ; il est en revanche un lutteur accompli.
En 2004, il a été nommé pour l'Oscar du meilleur court métrage en prises de vues réelles pour la co-écriture et la production du film Most (en) (2003) de Bobby Garabedian.
En 2013, Zabka joue son propre rôle dans l'épisode 22 de la saison 8 d'How I Met Your Mother, rôle qui devient récurrent lors de la neuvième et dernière saison de la série. 

## Filmographie partielle

### Au cinéma
- 1984 : Karaté Kid de John G. Avildsen : Johnny Lawrence
- 1986 : Karaté Kid : Le Moment de vérité 2 de John G. Avildsen : Johnny Lawrence
- 1986 : À fond la fac d'Alan Metter : Chas Osbourne
- 1993 : Shootfighter de Patrick Alan : Ruben
- 1995 : Shootfighter 2 de Paul Ziller : Ruben
- 1998 : Haute Tension de Isaac Florentine : Bulldog
- 1999 : Interceptors de Phillip J. Roth : Dave
- 2000 : Falcon Down de Phillip J. Roth : John, un agent de sécurité
- 2007 : Smiley Face de Gregg Araki : un gardien de prison
- 2008 : Alien evolution de Matt Codd : Driver
- 2010 : La Machine à démonter le temps de Steve Pink : Rick Steelman
- 2015 : Les Racines de l'espoir de Chris Dowling : Milton
- 2025 : Karate Kid: Legends de Jonathan Entwistle : Johnny Lawrence

### À la télévision
- 1983 : Ralph Super-héros (The Greatest American Hero) (série télévisée) : Clarence Mortner Jr.
- 1984 : Allô Nelly bobo (Gimme a Break!) (série télévisée) : Jeffery
- 1984 : E/R (série télévisée) : Druggie kid
- 1986 : Equalizer (série télévisée) : Scott Mc Call
- 2000 : Python (téléfilm) de Richard Clabaugh : Greg Larsen
- 2002 : Python 2 (téléfilm) de Lee Alan McConnell : Greg Larsen
- 2003 : Anticorps (téléfilm) de Christian McIntire : Emmerich
- 2013 : How I Met Your Mother (série télévisée) : lui-même (saisons 8 et 9)
- 2014 : Psych : Enquêteur malgré lui (série télévisée) : le coach Bagg (saison 8, épisode 9)
- 2018 - 2025 : Cobra Kai (série télévisée) : Johnny Lawrence (rôle principal - 65 épisodes)

## Distinctions

### Nominations
- Young Artist Awards 1985 : meilleur jeune acteur dans un second rôle pour Karaté Kid
- Oscars 2004 : Oscar du meilleur court métrage en prises de vues réelles pour Most
- IGN Summer Movie Awards 2018 : meilleure performance comique TV pour Cobra Kai
- International Online Cinema Awards 2021 : meilleur acteur pour Cobra Kai
- Online Film & Television Association Awards 2021 : meilleur acteur pour Cobra Kai

- Primetime Emmy Awards 2021 : Meilleure série comique pour Cobra Kai partagé avec Hayden Schlossberg (Producteur exécutif), Jon Hurwitz (Producteur exécutif), Josh Heald (Producteur exécutif), Caleeb Pinkett (Producteur exécutif), Susan Ekins (Producteur exécutif), James Lassiter (Producteur exécutif), Will Smith (Producteur exécutif), Ralph Macchio (Producteur co-exécutif), Luan Thomas (Producteur superviseur), Joe Piarulli (Producteur superviseur), Michael Jonathan Smith (Producteur superviseur), Stacey Harman (Producteur), Bob Dearden (Producteur) et Bob Wilson (Producteur).
- Critics' Choice Super Awards 2022 : meilleur acteur pour Cobra Kai
- Critics Choice Super Awards 2023 : meilleur acteur pour Cobra Kai